# Mickey van der Hart
Mickey van der Hart (ur. 13 czerwca 1994 w Amstelveen) – holenderski piłkarz występujący na pozycji bramkarza w holenderskim klubie sc Heerenveen. Jest wychowankiem Amsterdamsche FC i Ajaksu Amsterdam, grał także w klubach Go Ahead Eagles, PEC Zwolle, Lech Poznań i FC Emmen.

## Kariera klubowa

### AFC Ajax
W 2007 roku został przyjęty do Ajax Youth Academy. Van der Hart piął się w górę w młodzieżowych rankingach i miał wspaniały sezon 2011/2012 w młodzieżowym składzie Ajax A1. W tym samym sezonie, zespół U-20, gdzie był pierwszym bramkarzem, zdobył tytuł mistrza kraju (Nike Eredivisie), jak również zajął drugie miejsce w NextGen Series (Odpowiednik Ligi Mistrzów dla drużyn młodzieżowych), gdyż ulegli w finale Interowi Mediolan po rzutach karnych. W 2012 roku Van der Hart otrzymał swój pierwszy profesjonalny kontrakt, związał się z klubem trzyletnią umową. Został też wybrany trzecim bramkarzem pierwszej drużyny Ajaxu, a także otrzymał klubową nagrodę Talent van De Toekomst (Talent Przyszłości) dla najbardziej perspektywicznego piłkarza z akademii Ajaxu.
W sezonie 2012/2013 Van der Hart był trzecim bramkarzem Ajaxu lecz nie był w stanie zadebiutować w pierwszej drużynie, w międzyczasie nadal grał w młodzieżowym składzie Ajaxu A1, w którym nadal mógł uczestniczyć ze względu na swój młody wiek. 8 kwietnia 2013 r. Van der Hart miał okazję usiąść na ławce jako drugi bramkarz za Jaspera Cillessena, po tym jak czerwoną kartkę zdobył Kenneth Vermeer. Ta pustka na ławce rezerwowych została jednak wypełniona przez Chiela Kramera, pierwszego bramkarza drużyny rezerw Jong Ajax, powodem takiej zmiany była kontuzja pachwiny Van der Harta. Ajax ostatecznie zdobył tytuł mistrza Eredivisie czyniąc Van der Harta mistrzem kraju w jego pierwszym seniorskim sezonie.
W sezonie 2013/2014 Van der Hart utrzymał pozycję trzeciego bramkarza w drużynie Franka de Boera. Van der Harta przeniesiono do drugiej drużyny Ajaxu (Jong Ajax) gdzie zadebiutował 9 sierpnia 2013 w rozgrywkach Eerste Divisie.

### Wypożyczenie do Go Ahead Eagles
9 czerwca 2014 Mickey van der Hart przeniósł się na zasadzie rocznego wypożyczenia do klubu Go Ahead Eagles zaliczając w nim 22 występy na szczeblu Eredivisie. Niestety Go Ahead Eagles zaliczył spadek z najwyższej klasy rozgrywkowej i znalazł się na kolejny sezon w Eerste Divisie.

### PEC Zwolle
Po zakończonym sezonie 2014/2015 i powrocie do Ajaxu Amsterdam z rocznego wypożyczenia, Mickey van der Hart przeniósł się na zasadzie transfery do PEC Zwolle z którym podpisał roczną umowę z opcją przedłużenia.

### Lech Poznań
21 maja 2019 podpisał trzyletni kontrakt z opcją przedłużenia z Lechem Poznań. Swój pierwszy oficjalny mecz w Lechu rozegrał 20 lipca 2019 przeciwko Piastowi Gliwice, spotkanie to zakończyło się remisem 1:1. W swoim pierwszym sezonie wywalczył z poznańskim klubem wicemistrzostwo Polski. 8 lipca 2020 podczas serii rzutów karnych, wykonywanych w meczu półfinału Pucharu Polski z Lechią Gdańsk, nabawił się kontuzji barku, która wykluczyła go z gry na całą rundę jesienną sezonu 2020/2021. Na kolejkę przed końcem sezonu 2021/2022, został mistrzem Polski z Kolejorzem.

### FC Emmen
24 sierpnia 2022 FC Emmen poinformowało o podpisaniu rocznego kontraktu z van der Hartem. Klub Holendra jednak w Eredivisie się nie utrzymał, lecz golkiper zaliczył najlepszy sezon spośród całego zespołu i w 32 spotkaniach zachował 7 czystych kont. Z końcem czerwca 2023 wygasła umowa van der Harta z klubem i nie została przedłużona.

### sc Heerenveen
24 sierpnia 2023 podpisał dwuletnią umowę z sc Heerenveen.

## Statystyki kariery

### Klubowe
Stan na 22 maja 2022
| Klub                   | Sezon              | Liga               | Liga  | Liga   | Liga         | Puchar kraju | Puchar kraju | Puchar kraju | Kontytentalne | Kontytentalne | Kontytentalne | Suma  | Suma   | Suma         |
| Klub                   | Sezon              | Poziom             | Mecze | Bramki | Czyste konta | Mecze        | Bramki       | Czyste konta | Mecze         | Bramki        | Czyste konta  | Mecze | Bramki | Czyste konta |
| ---------------------- | ------------------ | ------------------ | ----- | ------ | ------------ | ------------ | ------------ | ------------ | ------------- | ------------- | ------------- | ----- | ------ | ------------ |
| Jong Ajax              | 2013/2014          | Eerste divisie     | 27    | 0      | 3            | —            | —            | —            | —             | —             | —             | 27    | 0      | 3            |
| AFC Ajax               | 2013/2014          | Eredivisie         | 0     | 0      | 0            | 1            | 0            | 0            | 0             | 0             | 0             | 1     | 0      | 0            |
| Go Ahead Eagles (wyp.) | 2014/2015          | Eredivisie         | 22    | 0      | 5            | 2            | 0            | 2            | —             | —             | —             | 24    | 0      | 7            |
| PEC Zwolle             | 2015/2016          | Eredivisie         | 18    | 0      | 2            | 1            | 0            | 0            | 0             | 0             | 0             | 19    | 0      | 2            |
| PEC Zwolle             | 2016/2017          | Eredivisie         | 34    | 0      | 4            | 3            | 0            | 0            | —             | —             | —             | 37    | 0      | 4            |
| PEC Zwolle             | 2017/2018          | Eredivisie         | 1     | 0      | 1            | 3            | 0            | 1            | —             | —             | —             | 4     | 0      | 2            |
| PEC Zwolle             | 2018/2019          | Eredivisie         | 29    | 0      | 11           | 2            | 0            | 1            | —             | —             | —             | 31    | 0      | 12           |
| PEC Zwolle             | Ogólnie            | Ogólnie            | 82    | 0      | 18           | 9            | 0            | 2            | 0             | 0             | 0             | 91    | 0      | 20           |
| Lech Poznań            | 2019/2020          | Ekstraklasa        | 34    | 0      | 13           | 5            | 0            | 3            | —             | —             | —             | 39    | 0      | 16           |
| Lech Poznań            | 2020/2021          | Ekstraklasa        | 15    | 0      | 6            | 0            | 0            | 0            | 0             | 0             | 0             | 15    | 0      | 6            |
| Lech Poznań            | 2021/2022          | Ekstraklasa        | 16    | 0      | 7            | 3            | 0            | 2            | 0             | 0             | 0             | 19    | 0      | 9            |
| Lech Poznań            | Ogólnie            | Ogólnie            | 64    | 0      | 26           | 8            | 0            | 5            | 0             | 0             | 0             | 72    | 0      | 31           |
| Ogólnie w karierze     | Ogólnie w karierze | Ogólnie w karierze | 195   | 0      | 52           | 20           | 0            | 9            | 0             | 0             | 0             | 215   | 0      | 61           |

### Reprezentacyjne
Stan na: 14 maja 2022
| Reprezentacja U-18 | Reprezentacja U-18   | Reprezentacja U-18                          | Reprezentacja U-18              | Reprezentacja U-18 | Reprezentacja U-18 | Reprezentacja U-18                   | Reprezentacja U-18 |
| Lp.                | Data                 | Miejsce                                     | Przeciwnik                      | Rezultat           | Czyste konto       | Rozgrywki                            |                    |
| ------------------ | -------------------- | ------------------------------------------- | ------------------------------- | ------------------ | ------------------ | ------------------------------------ | ------------------ |
| 1.                 | 11 listopada 2011    | Urk                                         | Holandia U-18 - Rumunia U-18    | 1:1                | T                  | Mecz towarzyski                      |                    |
| 2.                 | 29 lutego 2012       | Osnabrück                                   | Niemcy U-18 - Holandia U-18     | 1:0                | T                  | Mecz towarzyski                      |                    |
| Reprezentacja U-19 |                      |                                             |                                 |                    |                    |                                      |                    |
| Lp.                | Data                 | Miejsce                                     | Przeciwnik                      | Rezultat           | Czyste konto       | Rozgrywki                            |                    |
| 3.                 | 7 września 2012      | b.d                                         | Holandia U-19 - Grecja U-19     | 2:1                |                    | Mecz towarzyski                      |                    |
| 4.                 | 9 października 2012  | b.d                                         | Holandia U-19 - Malta U-19      | 5:0                | T                  | Mecz towarzyski                      |                    |
| 5.                 | 14 października 2012 | b.d                                         | Polska U-19 - Holandia U-19     | 1:3                |                    | Mecz towarzyski                      |                    |
| 6.                 | 20 lipca 2013        | Stadion im. S. Dariusa i S. Girėnasa, Kowno | Litwa U-19 - Holandia U-19      | 2:3                |                    | Mistrzostwa Europy U-19              |                    |
| 7.                 | 23 lipca 2013        | Stadion Miejski, Olita                      | Holandia U-19 - Portugalia U-19 | 1:4                |                    | Mistrzostwa Europy U-19              |                    |
| 8.                 | 26 lipca 2013        | Stadion Miejski, Olita                      | Holandia U-19 - Hiszpania U-19  | 2:3                |                    | Mistrzostwa Europy U-19              |                    |
| Reprezentacja U-21 |                      |                                             |                                 |                    |                    |                                      |                    |
| Lp.                | Data                 | Miejsce                                     | Przeciwnik                      | Rezultat           | Czyste konto       | Rozgrywki                            |                    |
| 9.                 | 14 października 2013 | Deventer                                    | Holandia U-21 - Austria U-21    | 0:3                |                    | Mecz towarzyski                      |                    |
| 10.                | 18 listopada 2013    | b.d                                         | Francja U-21 - Holandia U-21    | 1:1                |                    | Mecz towarzyski                      |                    |
| 11.                | 5 marca 2014         | Schoonenberg Stadion, Velsen-Zuid           | Holandia U-21 - Izrael U-21     | 0:1                | T                  | Mecz towarzyski                      |                    |
| 12.                | 13 listopada 2014    | Audi Sportpark, Ingolstadt                  | Niemcy U-21 - Holandia U-21     | 3:1                |                    | Mecz towarzyski                      |                    |
| 13.                | 4 września 2015      | De Adelaarshorst, Deventer                  | Holandia U-21 - Cypr U-21       | 4:0                | T                  | Eliminacje do Mistrzostw Europy U-21 |                    |
| 14.                | 8 września 2015      | Recep Tayyip Erdoğan Stadyumu, Stambuł      | Turcja U-21 - Holandia U-21     | 0:1                | T                  | Eliminacje do Mistrzostw Europy U-21 |                    |
| 15.                | 11 października 2015 | Goffertstadion, Nijmegen                    | Holandia U-21 - Słowacja U-21   | 1:3                |                    | Eliminacje do Mistrzostw Europy U-21 |                    |
| 16.                | 12 listopada 2015    | Koning Willem II Stadion, Tilburg           | Holandia U-21 - Białoruś U-21   | 1:0                | T                  | Eliminacje do Mistrzostw Europy U-21 |                    |
| 17.                | 17 listopada 2015    | Štadión Myjava, Myjava                      | Słowacja U-21 - Holandia U-21   | 4:2                |                    | Eliminacje do Mistrzostw Europy U-21 |                    |
| 18.                | 25 marca 2016        | La Manga Stadion, Kartagena                 | Norwegia U-21 - Holandia U-21   | 0:1                | T                  | Mecz towarzyski                      |                    |
| 19.                | 2 września 2016      | Stadion FK Mińsk, Mińsk                     | Białoruś U-21 - Holandia U-21   | 2:2                |                    | Eliminacje do Mistrzostw Europy U-21 |                    |
| 20.                | 6 października 2016  | AFAS Stadion, Alkmaar                       | Holandia U-21 - Turcja U-21     | 0:0                | T                  | Eliminacje do Mistrzostw Europy U-21 |                    |
| 21.                | 11 października 2016 | Stadion Ammochostos, Larnaka                | Cypr U-21 - Holandia U-21       | 1:4                |                    | Eliminacje do Mistrzostw Europy U-21 |                    |

## Sukcesy

### Klubowe
Ajax A1
- Nike Eredivisie: 2011/2012
- Finał  NextGen Series: 2011/2012

AFC Ajax
- Mistrzostwo Holandii: 2012/2013, 2013/2014

Lech Poznań
- Mistrzostwo Polski: 2021/2022
- Wicemistrzostwo Polski: 2019/2020

### Indywidualne
- AFC Ajax, Talent Przyszłości: 2011/2012

## Życie prywatne
Mickey jest wnukiem Cora van der Harta - obrońcy reprezentacji Holandii w latach 1955–1961 i byłego piłkarza Ajaxu. Porozumiewa się w języku niderlandzkim, angielskim, hiszpańskim, polskim i niemieckim.